# Lil Wayne
Dwayne Michael Carter, Jr. (Nova Orleans, 27 de Setembro de 1982), mais conhecido pelo seu nome artístico de Lil Wayne, é um rapper, cantor, compositor, produtor e empreendedor norte-americano. Ele é considerado um dos artistas de Hip hop mais influentes de sua geração e amplamente considerado um dos maiores rappers de todos os tempos.
Lil Wayne vendeu mais de 120 milhões de discos em todo o mundo, incluindo mais de 25 milhões de álbuns e 92 milhões de faixas digitais nos Estados Unidos, tornando-o um dos artistas musicais mais vendidos do mundo. Ele ganhou cinco prêmios Grammy, onze BET Awards, dois MTV Video Music Awards e oito NAACP Image Awards. Em 27 de setembro  de 2012, ele se tornou o primeiro artista masculino a ultrapassar Elvis Presley com o maior número de entradas na Billboard Hot 100, com 109 músicas.  Wayne fundou a gravadora Young Money Entertainment em 2005, que contratou artistas como Drake, Tyga e Nicki Minaj. Em 2024, a Billboard considerou Lil Wayne como a 21.ª maior estrela pop do período 2000-2024.
Nascido e criado em Nova Orleans, ele conheceu seu agente "Cortez Bryant" quando participou da sessão de bandas do colégio foi descoberto pelo rapper local Birdman em 1993 e assinou com a gravadora Cash Money Records, aos onze anos Antes de se chamar Lil' Wayne ele teve os nomes Shrimp Daddy e Baby D. Ele foi colocado pela primeira vez em uma dupla com o companheiro de gravadora Cash Money , B.G., em 1994 onde lançaram um álbum, True Story , em julho daquele ano. Carter e BG formaram então o grupo de hip hop do sul Hot Boys com seu álbum de estreia, Get It How U Live! lançado em outubro de1997. O segundo álbum Guerrilla Warfare de 1999 foi um sucesso comercial com single "Bling Bling".
O álbum de estreia de Carter, Tha Block Is Hot (1999), rapidamente alcançou sucesso comercial e serviu como seu sucesso como artista solo, seguido por Lights Out (2000) e 500 Degreez (2003). Ele alcançou ainda mais o público mainstream com seu quarto e quinto álbuns, nos quais foram as duas primeiras parcelas dos álbuns Tha Carter (Tha Carter (2004) e Tha Carter II (2005), bem como várias mixtapes e colaborações ao longo de 2006 e 2007. Ele alcançou um sucesso ainda maior com seu sexto álbum Tha Carter III (2008), com vendas na primeira semana de mais de um milhão de unidades no mercado interno. Ganhou o prêmio de Melhor Álbum de Rap no 51º Grammy Awards e foi apoiado por seu primeiro single número um na Billboard Hot 100 , " Lollipop".
O sétimo álbum de estúdio de Wayne, Rebirth (2010), experimentou o rap rock e foi lançado em fevereiro daquele ano com uma resposta crítica geralmente negativa. Um mês depois, em março, ele começou a cumprir uma sentença de prisão de 8 meses por porte criminoso de arma decorrente de um incidente em julho de 2007. Seu oitavo álbum, I Am Not a Human Being (2010), foi lançado durante sua prisão, enquanto seu nono álbum, Tha Carter IV (2011), foi lançado meses após sua libertação da prisão.  Seu décimo segundo álbum de estúdio, Tha Carter V (2018) - precedido por I Am Not a Human Being II (2013) e Free Weezy Album (2015) - foi lançado após atrasos de longo prazo e disputas de gravadoras, e foi recebido com 480.000 em vendas na primeira semana. Seu décimo terceiro álbum, Funeral (2020), se tornou seu quinto álbum não consecutivo número um nos Estados Unidos.

## Inicio da Vida
Dwayne Michael Carter Jr. nasceu em  27 de setembro de 1982 e passou seus primeiros anos no bairro empobrecido de Hollygrove , em Uptown New Orleans, Louisiana.  Sua mãe, uma cozinheira, deu à luz quando tinha 19 anos. Seus pais se divorciaram quando ele tinha dois anos e seu pai abandonou a família permanentemente. Carter disse que considera seu falecido padrasto Reginald "Rabbit" McDonald como seu verdadeiro pai. Carter tem uma tatuagem dedicada a McDonald.
Carter foi matriculado no programa para superdotados na Lafayette Elementary School. Mais tarde, ele frequentou a Eleanor McMain Secondary School por dois anos, onde foi um aluno de honra e membro do clube de teatro  Depois de se matricular na Marion Abramson Senior High School, Carter abandonou a escola aos 14 anos para se concentrar em sua carreira musical.  Em 1994, aos 12 anos, Carter sofreu um ferimento de bala quase fatal no peito.  Na época, ele disse que o ferimento foi acidental. No entanto, em setembro de 2018, Carter afirmou em entrevistas que foi uma tentativa de suicídio depois que sua mãe lhe disse que ele teria que encerrar suas associações relacionadas ao rap.

## Carreira

### 1997-1999: Inicio da Carreira com o Hot Boys
Carter se juntou a Christopher Dorsey, um rapper local de Nova Orleans conhecido como BG, seu amigo de longa data, futuro companheiro de gravadora Cash Money e companheiro de banda Hot Boys. Eles mais tarde formariam sua dupla, a BG'z, com BG sendo chamado de "Lil Doogie" e Carter sendo "Baby D".  Eles lançaram apenas um álbum sob o nome do grupo, True Story (1995). No ano de 1997, Lil Wayne se juntou ao grupo Hot Boys, que também incluía os rappers Juvenile, BG e Turk. Hot Boys estreou com Get It How U Live!. Naquele ano, Lil Wayne se tornou o grande astro do grupo quando no estúdio inventou uma palavra que mudou a cultura pop para sempre, sendo ela "Bling Bling" em 1999 quando o grupo teve um grande sucesso. 

### 1999-2004: Primeiros Álbuns Solo
O álbum solo de estreia de Carter, Tha Block Is Hot, foi lançado em 2 de novembro de 1999, quando ele tinha 17 anos e contou com contribuições significativas dos Hot Boys . Estreou na terceira posição na Billboard 200 vendendo mais de 2,0 milhões de cópias nos os EUA, além dos números impressionantes a revista VH1's classificou o single "Tha block is hot" na 50° posição na lista das 100 melhores músicas de rap de todos os tempos.
Seu segundo álbum, Lights Out , foi lançado em 19 de dezembro de 2000. Ele não conseguiu atingir o nível de sucesso alcançado por sua estreia,  mas foi certificado ouro pela RIAA em junho de 2001, quase seis meses após seu lançamento. O terceiro álbum de Carter, 500 Degreez , foi lançado em agosto de 2002. Ele seguiu o formato dos dois anteriores, com contribuições significativas dos Hot Boys e Mannie Fresh . Embora tenha sido certificado como ouro como seu antecessor,  também não conseguiu igualar o sucesso de sua estreia.  O título era uma referência ao álbum de estúdio solo de estreia do membro recentemente afastado dos Hot Boys, Juvenile, 400 Degreez (1998) 

### 2004-2007: Tha Carter I e II
Em 29 de junho de 2004, o quarto álbum de estúdio de Carter, Tha Carter, foi lançado, marcando o que os críticos consideraram um avanço em seu estilo de rap e temas líricos.  Além disso, a arte da capa do álbum apresentava a estreia dos dreadlocks , agora característicos de Wayne. Tha Carter rendeu a Wayne um reconhecimento significativo, vendendo 878.000 cópias nos Estados Unidos, enquanto o single "Go DJ" se tornou um hit no top cinco na parada Billboard Hot R&B/Hip-Hop Songs.  Após o lançamento de Tha Carter , Lil Wayne foi destaque no single "Soldier " do Destiny's Child ao lado do rapper de Atlanta T.I. , que alcançou a terceira posição na Billboard Hot 100 e nas paradas Hot R&B/Hip-Hop Songs. 

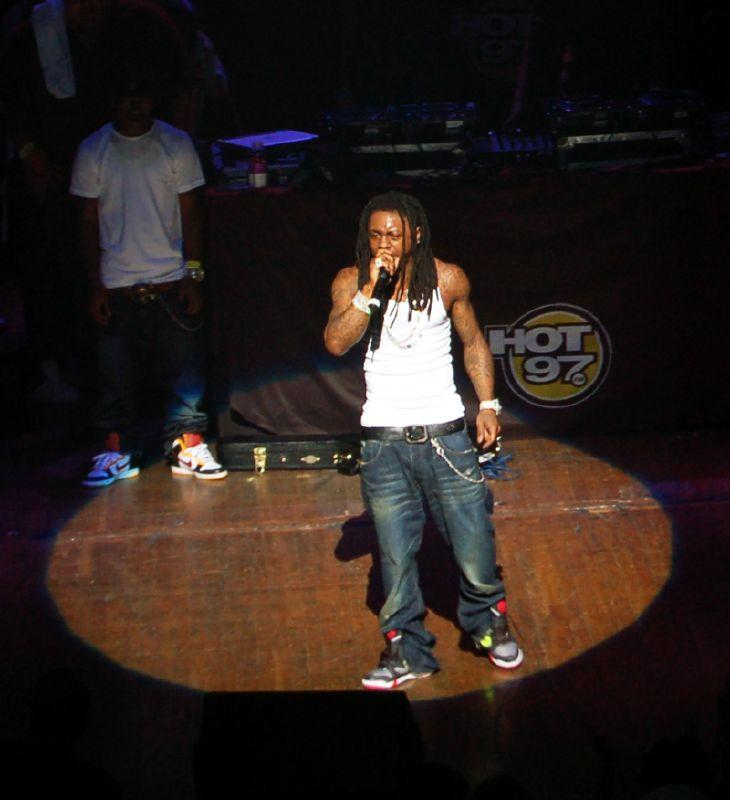
Lil Wayne em 2007

Em 2005, Carter apareceu em um remix de "Tell Me" do cantor Bobby Valentino, que subiu para o número treze na parada US Hot R&B Songs. No mesmo ano, Carter foi nomeado presidente da Cash Money Records, mas mais tarde recebeu sua própria gravadora; ele fundou a Young Money Entertainment como uma marca da Cash Money e da Universal Music Group. No entanto, no final de 2007, Carter relatou ter deixado a gestão de ambas as gravadoras e entregue a gestão da Young Money ao seu empresário de longa data, Cortez Bryant. 
Tha Carter II", a sequência de Tha Carter de 2004, foi lançado em 6 de dezembro de 2005. Mannie Fresh não estava envolvido na produção do álbum, pois havia deixado a gravadora anteriormente, devido a problemas financeiros. Tha Carter II vendeu mais de 238.000 cópias em sua primeira semana de lançamento, estreando na segunda posição na Billboard 200; o álbum vendeu dois milhões de cópias em todo o mundo. O single principal, "Fireman", se tornou um sucesso nos EUA, chegando à posição 32 na parada Billboard Hot 100. Outros singles incluíram "Grown Man" com Currensy , "Hustler Musik" e "Shooter" com o cantor de R&B Robin Thicke. O segundo single, "Grown Man" não fez tanto sucesso devido a falta de publicidade e por não ter um clip. O terceiro single, "Hustler Muzik" teve um clip dedicado a ele, e se tornou umas das músicas mais emblemáticas do hip hop moderno. No mesmo ano Wayne fez uma declaração ousada, já que Tupac Shakur já havia falecido. Wayne haveria dito que era o melhor rapper vivo.
Em vez de um álbum solo de acompanhamento, Carter começou a atingir seu público por meio de uma infinidade de mixtapes e participações especiais em uma variedade de singles pop, R&B e hip hop.  De suas muitas mixtapes, Dedication 2 e Da Drought 3 receberam a maior exposição da mídia e análise crítica. Apesar de não ter lançado nenhum álbum por dois anos, Carter apareceu em vários singles como artista de destaque, incluindo em 2006 com o remix de "Gimme That" de Chris Brown, " Make It Rain " de Fat Joe e " You " de Lloyd, e em 2007 com " We Takin' Over " de DJ Khaled, " Duffle Bag Boy " de Playaz Circle. Todos esses singles alcançaram as 20 primeiras posições nas paradas Billboard Hot 100.
Ao final de 2007, uma pesquisa da MTV selecionou Lil Wayne como " O MC mais quente do jogo ",  A revista New Yorker o classificou como "Rapper do Ano",  e a revista GQ o nomeou "Workaholic do Ano".  Em 2008, ele foi nomeado "Melhor MC" pela Rolling Stone. 

### 2008-2010: Tha Carter III, Rebirth e I Am Not a Human Being
Seu álbum mais bem sucedido; "Tha Carter III", foi lançado em 2008, que passou a vender mais de 1,5 milhão de unidades na primeira semana de lançamento, e vendeu mais de 6 milhões de cópias apenas nos Estados Unidos. Se tornando um dos maiores clássicos do hip-hop mundial. Ele incluiu o single número um "Lollipop", e ganhou o Grammy Award de Melhor Álbum de Rap, melhor música de rap , e outras diversas premiações. Depois que Tha Carter III vendeu mais de 3 milhões de cópias e se tornou o disco mais vendido de 2008, Carter renovou com a Cash Money Records para um contrato de vários álbuns.  
Em  11 de novembro de 2008, Carter se tornou o primeiro ato de hip hop a se apresentar no Country Music Association Awards, tocando " All Summer Long " ao lado de Kid Rock.  Pouco depois, Wayne foi indicado a oito Grammys - o maior número de qualquer artista indicado naquele ano.  Ele foi então nomeado o primeiro Homem do Ano da MTV no final de 2008.  Ele ganhou o prêmio Grammy de Melhor Performance Solo de Rap por " A Milli ", Melhor Performance de Rap por uma Dupla ou Grupo por sua aparição no single " Swagga Like Us " do T.I. e Melhor Canção de Rap por "Lollipop". Tha Carter III ganhou o prêmio de Melhor Álbum de Rap.  A MTV News listou Carter como número dois em sua lista de 2009 dos MCs mais quentes do jogo.
Em 2009 Lil Wayne lançou o álbum "We Are Young Money" que apresentou vários artistas de sua gravadora como Drake, Nicki Minaj e Tyga, o álbum teve um sucesso imediato, principalmente pelo seu single "bed rock". Para apoiar seu lançamento e o de We Are Young Money , Carter foi destaque na capa da Rolling Stone  e encabeçou o 'Young Money Presents: America's Most Wanted Music Festival', uma turnê de concertos somente nos Estados Unidos e Canadá que começou em  29 de julho de 2009.
Em 2010 lançou seu álbum de com influências do Rock, chamado; Rebirth, o disco estreou na 2 posição na Billboard 200. E trouxe alguns singles de sucesso como "drop the world" e "proom Queen", mas a recepção da crítica foi negativa. Apesar disso o álbum ganhou o certificado de platina logo após vender 1,5 milhão de unidades. Em março de 2010, Lil Wayne começou a servir uma sentença de prisão de oito meses em Nova York após ser condenado por posse ilegal de arma decorrentes de um acidente em julho de 2007. Enquanto estava na prisão, ele lançou outro álbum intitulado "I Am Not a Human Being". O álbum estreio em primeiro na Billboard 200, e vendeu mais de 1,5 milhão de cópias no estados unidos, com esse disco Lil Wayne se tornou o segundo artista da história a colocar um álbum no topo das paradas americanas enquanto estava preso.

### 2011-2015: Tha Carter IV e I Am Not a Human Being II
Tha Carter IV foi adiado para 2011, depois que Lil Wayne começou a gravar do zero após sua libertação da prisão. Em 29 de agosto de 2011 chega as ruas "Tha Carter IV", vendendo mais de 964.000 cópias em sua primeira semana de disponibilidade, ofuscando as vendas na primeira semana de Watch the Throne de Jay-Z e Kanye West e vendendo mais de 5 milhões de unidades ao todo nos Estados. sendo o segundo álbum mais vendido do ano. Inclui os singles "6 Foot 7 Foot", "How to Love", "She Will" e "Mirror". O álbum foi indicado ao Grammy e ganhou mais de 10 outros prêmios.  Em 27 de setembro de 2012, Lil Wayne passou Elvis Presley com mais entradas no top 100 da Billboard, com 109 músicas.  
Ao longo de um período de dois anos entre 2010 e 2012, Carter foi destaque em muitos singles de sucesso, como "I Made It (Cash Money Heroes) " de Kevin Rudolf , "Miss Me", "The Motto" e "HYFR (Hell Ya Fucking Right) " de Drake, "No Love" de Eminem, "Hit the Lights" de Jay Sean , "Look at Me Now" de Chris Brown , "Welcome to My Hoo", "I'm on One", "Take It to the Head" e "No New Friends" de DJ Khaled , "Motivation" de Kelly Rowland , "Ballin'" de Young Jeezy , "Strange Clouds" de B.o.B, "I Can Only Imagine" de David Guetta , "Faded" de Tyga, "Pop That" de French Montana e "Bandz a Make Her Dance" de Juicy J.

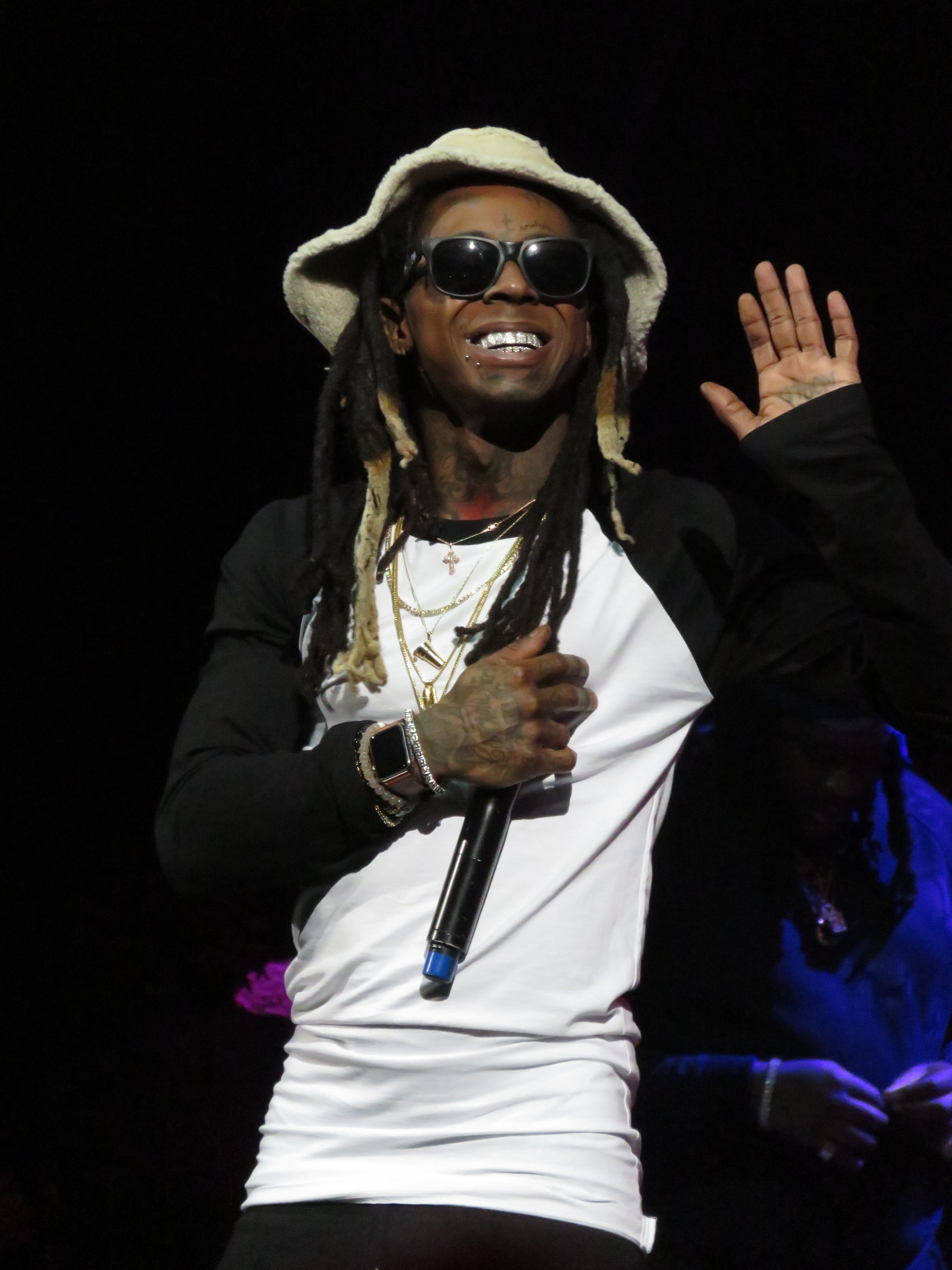
Lil Wayne em 2015

Após um atraso de um ano, I Am Not a Human Being II foi lançado em  26 de março de 2013, estreando em segundo lugar na Billboard 200, vendendo 217.000 cópias na primeira semana;  "My Homies Still", "Love Me" e "No Worries" foram lançados como singles antes de seu lançamento. O álbum foi recebido com críticas geralmente mistas, com a maioria dos críticos notando o declínio da qualidade de seus lançamentos. Carter fez uma turnê pela América do Norte com 2 Chainz e T.I. no segundo America's Most Wanted Festival. . Além do sucesso imediato do álbum , ele teve diversas críticas por ter uma lírica considerada agressiva, mas ainda assim o disco vendeu mais de 2 Milhões de unidades em território americano, consagrando mais um sucesso do rapper. Carter e Drake embarcaram em sua turnê conjunta, Drake vs. Lil Wayne (que ocorreu de 8 de agosto a 28 de setembro de 2014), determinando quem é "o melhor rapper em turnê e no mundo".
Em  20 de janeiro de 2015, Carter lançou Sorry 4 the Wait 2 , uma sequência de sua mixtape de 2011 , para compensar o atraso contínuo de Tha Carter V.  Em 4 de julho de 2015, Carter lançou o Free Weezy Album , exclusivamente pela Tidal, pela Young Money e Republic Records.
Em  18 de outubro de 2013, o ex-vice-presidente de promoção da Cash Money Records, Mel Smith, tuitou: "Feliz sexta-feira!! Novas músicas do YMCMB em breve!! Carter 5."  Quase quatro meses depois, em uma entrevista com The Griffin , lançada em  14 de fevereiro de 2014, Smith falou sobre o próximo álbum: "Estamos muito perto de lançar o álbum. Vai ser uma grande surpresa para todos... Não posso divulgar a data porque ele quer surpreender as pessoas."  Em 15 de fevereiro  , durante a apresentação de Drake nas festividades do NBA All-Star Weekend em Nova Orleans, Carter apareceu como artista convidado antes de anunciar que Tha Carter V seria lançado em  5 de maio de 2014.  Em março de 2014, Carter disse novamente durante uma entrevista no SXSW que Tha Carter V seria seu último álbum.

### 2016-2019: Mudanças de Gravadora e Tha Carter V
Em 28 de junho de 2016, Carter foi um dos vários artistas que apareceram na faixa "Sucker for Pain" para o filme Esquadrão Suicida. Em setembro de 2016, Carter tuitou "AGORA ESTOU INDEFESO e mentalmente DERROTADO", seguido por "Estou farto", sugerindo uma possível aposentadoria.  Em 2017, Carter anunciou que havia assinado com a Roc Nation de Jay-Z, embora mais tarde tenha declarado que não havia nenhuma papelada oficial de que ele assinou com a gravadora.
O décimo segundo álbum de estúdio de Lil Wayne, Tha Carter V, foi adiado várias vezes e não tinha data de lançamento prevista, se tonando o álbum mais esperando da década, mas no dia 27 de setembro de 2018 no dia do seu aniversário, e depois de 5 anos de problemas com a gravadora, o rapper lançou o aguardado álbum Tha Carter V, que vendeu 488 mil cópias na primeira semana de lançamento, tendo o segundo maior streaming de um álbum na primeira semana de disponibilidade, além de colocar todas as músicas do álbum na Billboard Hot 100, vendeu mais de 2 milhões de cópias nos Estados unidos e quase 4 milhões de unidades em todo mundo, foi o terceiro álbum mais vendido do ano.  Todas as músicas do álbum entraram nas paradas da Billboard 100, enquanto simultaneamente marcavam 4 músicas no top 10, tornando-se também o primeiro artista a estrear duas músicas no top cinco. Um dos singles do álbum, " Uproar ", produzido por Swizz Beatz , foi o seu líder, alcançando a sétima posição na Billboard Hot 100; apresenta uma amostra do single de 2001 do rapper G. Dep , "Special Delivery". Tha Carter V já foi certificado 2× platina pela RIAA.

### 2020-Presente: Funeral
Em 31 de janeiro de 2020 Wezzy lança seu primeiro álbum da década "Funeral", o disco teve uma boa recepção dos críticos e do público, foi o quinto album de Lil Wayne a estrear em primeiro lugar nas paradas americanas, vendendo 140 mil unidades na semana de lançamento, Funeral rendeu 7 músicas na Billboard Hot 100, com isso Lil Wayne superou mais uma marca de Elvis Presley, se tornando o artista que mais apareceu no top 50 das paradas americanas, com 84 entradas, juntamente com outros poucos rappers, considerado um dos melhores rappers de todos os tempos.
Em 27 de novembro  de 2020, Lil Wayne lançou a mixtape, No Ceilings 3 , enquanto anunciava o álbum, I Am Not a Human Being III , para 2021,  embora não fosse lançado naquele ano devido a atrasos. Em  1º de outubro de 2021, Wayne e Rich the Kid lançaram uma mixtape colaborativa intitulada Trust Fund Babies , junto com um videoclipe para o single "Feelin' Like Tunechi". A mixtape levou cerca de um mês e meio para ser gravada. Sobre seu relacionamento de trabalho, Wayne disse: "Para mim, é a química, é a camaradagem porque, antes de tudo, Rich gosta do meu irmãozinho e eu e Rich estamos arrasando há um minuto". 
Em  31 de março de 2023, Wayne lançou seu primeiro álbum de grandes sucessos intitulado I Am Music. Ele incluía o então inédito "Kant Nobody", com DMX , cuja música, "Niggaz Done Started Something" (1998), foi sampleada.

## Vida pessoal

### Relacionamentos e filhos
Tem 4 filhos. A primogênita, Reginae, nasceu quando tinha  com sua então namorada Antonia "Toya" Wright. Wayne e Toya casaram no Dia dos Namorados de 2004 e continuaram casados até 2006. Seu segundo filho, Dwayne III, nasceu em 22 de outubro de 2008 no Christ Hospital, em Cincinnati, Ohio, Estados Unidos. Seu terceiro filho, Cameron, em 9 de setembro de 2009. O seu quarto filho, Neal nasceu em 30 de novembro de 2009. 
Carter conheceu sua namorada do ensino médio, Toya Johnson, quando ele tinha 15 anos e ela 14, respectivamente. Depois de namorarem intermitentemente por sete anos, eles se casaram no Dia dos Namorados, 14 de fevereiro de 2004 e se divorciaram em janeiro de 2006. Ele namorou a modelo Karrine Steffans (de forma intermitente) de 2007 a 2014. Carter namorou brevemente Dana Lee em 2012. Wayne estava noivo da modelo La'Tecia Thomas, mas cancelou o noivado em maio de 2020.  Um mês depois, foi anunciado que Wayne havia começado a namorar Denise Bidot , outra modelo. Wayne e Bidot se separaram novamente em janeiro de 2022.

### Vida Financeira
Lil' Wayne é o quinto rapper mais rico do mundo. O rapper americano teve os anos mais lucrativos da sua carreira após o imenso sucesso de "tha carter III", e a ascensão de vários artistas de sua gravadora. Lil Wayne tem a sua própria marca de roupas que se chama TRUKFIT, além disso tem uma gravadora e selo YOUNG MONEY, uma agência de esportes, de mesmo nome, sua própria linha de whisky, a BUMBU RUM e a sua própria marca de maconha GKUA. A fortuna do rapper atualmente é estimada em mais de $400 milhões de dolares (2019), segundo pesquisas. E além disso foi o primeiro rapper afro-americano à comprar uma Bugatti Veyron no valor de $2 milhões de dólares.

### Livro
Wayne escreveu um memorial da sua experiência na prisão Rikers Islands chamado; "Gone Til' November: A Journal Of Rikers Island" que foi lançado em 11 de outubro de 2016, e se tornou um best seller em pouco tempo.

### Questões Legais
Em  22 de julho de 2007, Carter foi preso na cidade de Nova York após uma apresentação no Beacon Theatre ; o Departamento de Polícia de Nova York descobriu Carter e outro homem fumando maconha perto de um ônibus de turismo. Depois de prender Carter, a polícia descobriu uma pistola calibre .40 perto de sua pessoa. A arma, que estava registrada em nome de seu empresário, estava em uma bolsa localizada perto do rapper.  Ele foi acusado de porte criminoso de arma e maconha.
Em  23 de janeiro de 2008, Carter foi preso junto com outros dois. Seu ônibus de turismo foi parado por agentes da Patrulha da Fronteira perto de Yuma , Arizona. Uma Unidade K-9 recuperou 105 gramas (3,7 oz) de maconha, quase 29 gramas (1,0 oz) de cocaína, 41 gramas (1,4 oz) de ecstasy e US$ 22.000 em dinheiro. Carter foi acusado de quatro crimes: posse de entorpecentes para venda, posse de drogas perigosas, má conduta envolvendo armas e posse de apetrechos para drogas. Em  6 de maio de 2008, Carter retornou ao tribunal no Arizona para se declarar inocente das acusações.  Um mandado de prisão foi emitido em  17 de março de 2010, quando Carter não compareceu à conferência final de gerenciamento do julgamento.  No entanto, ele já estava preso, cumprindo uma pena de um ano em Rikers Island por acusações de porte de armas. Em  22 de junho de 2010, Carter se declarou culpado das acusações. Como parte do acordo judicial, ele conseguiu cumprir 36 meses de liberdade condicional, aos quais foi condenado em  30 de junho de 2010.
Em  12 de dezembro de 2020, Carter se declarou culpado de uma acusação federal de porte de arma de fogo movida contra ele pelo Procurador dos EUA para o Distrito Sul da Flórida . Essa alegação decorreu de um incidente ocorrido em dezembro do ano anterior, quando Carter foi preso na Flórida após transportar uma arma carregada em seu jato particular da Califórnia. Como criminoso condenado, ele está proibido de possuir tais armas.  Ele foi perdoado pelo presidente dos EUA, Donald Trump, em  19 de janeiro de 2021, seu último dia completo no cargo.

## Discografia
Álbuns de estúdio
- Tha Block Is Hot (1999)
- Lights Out (2000)
- 500 Degreez (2002)
- Tha Carter (2004)
- Tha Carter II (2005)
- Tha Carter III (2008)
- Rebirth (2010)
- I Am Not a Human Being (2010)
- Tha Carter IV (2011)
- I Am Not a Human Being II (2013)
- Free Weezy Album (2015)
- Tha Carter V (2018)
- Funeral (2020)
- I Am Not a Human Being III (2021)

#### Mixtapes Oficiais
- Sqad Up – SQ1 (2002)
- Sqad Up – SQ2 (2002)
- Sqad Up – SQ3 (2002)
- Sqad Up – SQ4 (2002)
- Sqad Up – SQ5 (2003)
- Sqad Up & Birdman – SQ6 (2003)
- Sqad Up – SQ6: The Remix (2003)
- Da Drought (2003)
- SQ7/10,000 Bars (2004)
- Da Drought 2 (2004)
- The Prefix (2004)
- Dedication (2005)
- Young Money The Mixtape Vol. 1 (2005)
- The Suffix (2005)
- Lil Weezy Ana Vol. 1 (2006)
- The Carter Files (2006)
- The W. Carter Collection (2006)
- The W. Carter Collection 2 (2006)
- Dedication 2 (2006)
- Blow (2006)
- The Carter #2 (Like Father, Like Son) (2006)
- Da Drought 3 (2007)
- Dedication 3 (2008)
- No Ceilings (2009)
- Sorry 4 The Wait (2011)
- Dedication 4 (2012)
- Dedication 5 (2013)
- Sorry 4 The Wait 2 (2014)
- No Ceilings 2 (2015)
- Dedication 6 (2017)
- Dedication 6: Reloaded (2018)
- No Ceilings 3 - A Side (2020)
- No Ceilings 3 - B Side (2020)

#### Álbuns em que colaborou
- True Story (Lil Wayne & B.G.)
- Get It How U Live!! (Hot Boys)
- Guerrilla Warfare (Hot Boys)
- Let ‘Em Burn (Hot Boys)
- Like Father, Like Son (Lil Wayne & Birdman)
- We Are Young Money (Young Money)
- Rich Gang: Flashy Lifestyle (Rich Gang)
- Rise Of An Empire (Young Money)
- Collegrove (2 Chainz & Lil Wayne)
- T-Wayne (Lil Wayne & T-Pain)
- Welcome 2 ColleGrove (2 Chainz & Lil Wayne)

#### Underground EPs
- The Leak (2007)
- In Tune We Trust (2017)